# 태풍전망대

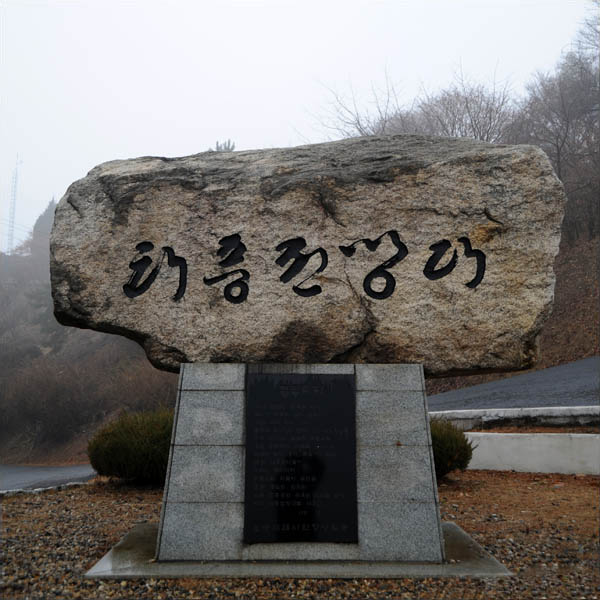
태풍전망대 비석

태풍전망대는 경기도 연천군 중면 횡산리에 있는 대한민국 국군 관할의 전망대이다.
휴전선과 가장 가까운 전망대로 비끼산 최고봉인 수리봉에 자리잡고 있다. 1991년 12월 3일 무적태풍부대에서 개관한 뒤 현재까지 100만명 이상의 방문객이 다녀간 국민 안보교육의 장으로 활용되고 있다. 높이는 264m이며 전망대에서 휴전선까지는 800m, 북한군 초소까지 1600m 떨어져 있어, 북한 농장이 내려다보이며 맑은 날에는 개성부근까지 볼 수 있다. 전망대 외부에는 호주군 참전 기념비, UNㆍ태국군 참전 기념비 등 6.25 참전국가들의 전적비와 실향민들의 망향비 등이 자리한 안보공원이 조성되어있으며, 전망대 입구에 자리한 전시관에는 1985년 이후 강으로 떠내려오는북한의 생필품, 일용품, 간첩의 침투장비 등이 전시되어 있다.